# Марінн Жіро
Марінн Жіро (нар. 23 квітня 1986) — колишня мавританська тенісистка.
Найвищу одиночну позицію світового рейтингу — 237 місце досягла 15 грудня 2008, парну — 291 місце — 12 травня 2008 року.
Здобула 4 одиночні та 3 парні титули туру ITF.
Завершила кар'єру 2009 року.

## Фінали ITF
| Турніри $100,000 |
| Турніри $75,000  |
| Турніри $50,000  |
| Турніри $25,000  |
| Турніри $10,000  |

### Одиночний розряд: 5 (4–1)
| Результат | Ранг | Дата           | Турнір                | Покриття | Суперниця                   | Рахунок       |
| --------- | ---- | -------------- | --------------------- | -------- | --------------------------- | ------------- |
| Перемога  | 1.   | 24 жовтня 2005 | ITF Преторія, ПАР     | Тверде   | Алісія Піллай               | 6–4, 6–2      |
| Поразка   | 2.   | 9 жовтня 2006  | ITF Брага, Португалія | Килим    | Елоїса Компостісо де Андрес | 4–6, 7–5, 3–6 |
| Перемога  | 3.   | 14 квітня 2007 | ITF Дубай, ОАЕ        | Тверде   | Чагла Бююкакчай             | 6–2, 6–2      |
| Перемога  | 4.   | 14 травня 2007 | ITF Тривандрам, Індія | Ґрунт    | Агнеш Сатмарі               | 7–5, 6–3      |
| Перемога  | 5.   | 20 травня 2007 | ITF Мумбаї, Індія     | Тверде   | Рушмі Чакравартхі           | 7–6(7), 6–2   |

### Парний розряд 4 (3–1)
| Результат | Ранг | Дата           | Турнір                   | Покриття | Партнерка      | Суперниці                                 | Рахунок  |
| --------- | ---- | -------------- | ------------------------ | -------- | -------------- | ----------------------------------------- | -------- |
| Перемога  | 1.   | 9 жовтня 2006  | ITF Брага, Португалія    | Килим    | Laura Bsoul    | Sabina Mediano Alvarez Paloma Ruiz-Бланко | 6–1, 6–4 |
| Перемога  | 2.   | 20 травня 2007 | ITF Мумбаї, Індія        | Тверде   | Іша Лахані     | Анкіта Бгамбрі Санаа Бгамбрі              | 6–4, 6–1 |
| Перемога  | 3.   | 22 жовтня 2007 | ITF Saint-Denis, Франція | Тверде   | Теодора Мирчич | Флоранс Аренг Віржині Піше                | 6–2, 7–5 |
| Поразка   | 4.   | 2 червня 2008  | ITF Grado, Іспанія       | Тверде   | Крістіна Вілер | Маріана Дуке-Маріньо Мелані Клаффнер      | 1–6, 2–6 |

## Кубок Федерації

### Одиночний розряд: 8 (6–2)
| Результат | W–L | Дата     | Турнір                          | Group     | Покриття | Team        | Суперниця           | Рахунок  |
| --------- | --- | -------- | ------------------------------- | --------- | -------- | ----------- | ------------------- | -------- |
| Перемога  | 1–0 | Кві 2007 | 2007 Fed Cup Europe/Africa Zone | Group III | Тверде   | Egypt       | Magy Aziz           | 6–2, 6–0 |
| Поразка   | 1–1 | Кві 2007 | 2007 Fed Cup Europe/Africa Zone | Group III | Тверде   | Ліхтенштейн | Штефані Фогт        | 4–6, 4–6 |
| Перемога  | 2–1 | Кві 2007 | 2007 Fed Cup Europe/Africa Zone | Group III | Тверде   | Туреччина   | Пемра Озген         | 6–1, 6–2 |
| Перемога  | 3–1 | Кві 2007 | 2007 Fed Cup Europe/Africa Zone | Group III | Тверде   | Azerbaijan  | Sevil Aliyeva       | w/o      |
| Перемога  | 4–1 | Кві 2008 | 2008 Fed Cup Europe/Africa Zone | Group III | Ґрунт    | Норвегія    | Helene Auensen      | 6–2, 6–4 |
| Перемога  | 5–1 | Кві 2008 | 2008 Fed Cup Europe/Africa Zone | Group III | Ґрунт    | Ісландія    | Soumia Islami       | 6–1, 6–0 |
| Перемога  | 6–1 | Кві 2008 | 2008 Fed Cup Europe/Africa Zone | Group III | Ґрунт    | Zimbabwe    | Charlene Tsangamwe  | 6–1, 6–0 |
| Поразка   | 6–2 | Кві 2008 | 2008 Fed Cup Europe/Africa Zone | Group III | Ґрунт    | Латвія      | Анастасія Севастова | 6–5 ret. |

### Парний розряд: 7 (3–4)
| Результат | W–L | Дата     | Турнір                     | Group     | Покриття | Партнерка     | Team        | Суперниці           | Рахунок             |                |
| --------- | --- | -------- | -------------------------- | --------- | -------- | ------------- | ----------- | ------------------- | ------------------- | -------------- |
| Перемога  | 1–0 | Кві 2007 | Fed Cup Europe/Africa Zone | Group III | Тверде   | Astrid Tixier | Egypt       | Magy Aziz           | Aliaa Fakhry        | 6–2, 6–2       |
| Поразка   | 1–1 | Кві 2007 | Fed Cup Europe/Africa Zone | Group III | Тверде   | Astrid Tixier | Ліхтенштейн | Marina Novak        | Штефані Фогт        | 6–7(3), 6–7(6) |
| Поразка   | 1–2 | Кві 2007 | Fed Cup Europe/Africa Zone | Group III | Тверде   | Astrid Tixier | Туреччина   | Пемра Озген         | Іпек Шенолу         | 3–6, 2–6       |
| Перемога  | 2–2 | Кві 2007 | Fed Cup Europe/Africa Zone | Group III | Тверде   | Astrid Tixier | Azerbaijan  | Shukufa Abdullayeva | Sevil Aliyeva       | w/o            |
| Поразка   | 2–3 | Кві 2008 | Fed Cup Europe/Africa Zone | Group III | Ґрунт    | Astrid Tixier | Норвегія    | Helene Auensen      | Емма Флуд           | 6–2, 1–6, 3–6  |
| Перемога  | 3–3 | Кві 2008 | Fed Cup Europe/Africa Zone | Group III | Ґрунт    | Astrid Tixier | Zimbabwe    | Denise Atzinger     | Charlene Tsangamwe  | 6–3, 6–2       |
| Поразка   | 3–4 | Кві 2008 | Fed Cup Europe/Africa Zone | Group III | Ґрунт    | Astrid Tixier | Латвія      | Діана Букаєва       | Анастасія Севастова | w/o            |